# Старик и журавль (мультфильм)
«Старик и журавль» — кукольный мультипликационный фильм Романа Качанова и Анатолия Карановича, выпущенный студией «Союзмультфильм» в 1958 году. Мультфильм поставлен по мотивам народных сказок.

## Сюжет
Старый рыбак спас журавля, запутавшегося в рыбацкой сети. Тот в награду подарил старику волшебную скатёрку, доставляющую еду, надо только сказать: «Накройся, скатёрка, да нас угощай!». Жадный сосед другой рыбак и мельник обманом присвоил скатерку. Журавль дал старику торбу с живыми дубинками и помог ему наказать соседа и вернуть скатёрку.

## Съёмочная группа
| Авторы сценария           | Илья Финк, Роман Качанов                            |
| Стихи                     | Геннадия Мамлина                                    |
| Композитор                | Лев Солин                                           |
| Режиссёры                 | Анатолий Каранович, Роман Качанов                   |
| Художник-постановщик      | Владимир Соболев                                    |
| Операторы                 | Теодор Бунимович, Николай Гринберг                  |
| Звукооператор             | Борис Фильчиков                                     |
| Монтажёр                  | Лидия Кякшт                                         |
| Кукловоды-мультипликаторы | Лев Жданов, Борис Меерович, Владимир Пузанов        |
| Куклы и декорации         | выполнены под руководством Романа Гурова            |
| Роли озвучивали           | Георгий Вицин (журавль) Владимир Ратомский (старик) |

- Съёмочная группа приведена по титрам мультфильма.